# Faljes
Faljes (kat. Falles); (šp. Fallas) ili Festival vatre je tradicionalna proslava u gradu Valensiji, u Španiji, u čast Svetog Josifa. Obeležava se i u drugim brojnim gradovima Valensijanske autonomne zajednice. Traje od 15. do 19. marta. U novembru 2016, Faljes su proglašene nematerijalnim kulturnim nasleđem od strane Uneska. Falje predstavljaju skup figura napravljenih isključivo za ovu svečanost. Svakom od njih je na satiričan način prikazan određeni događaj. Poslednjeg dana festivala, ovi monumenti se spaljuju. Proslavu karakteriše i korišćenje pirotehnike u cilju stvaranja spektakla.

## Naziv
Faljes je oblik množine valensijanske reči falja. Prvobitno, ova reč je imala značenje baklja, koje se tokom vekova promenilo. U 13. veku falja je bila specijalna baklja koja se pali tokom praznika. Kasnije, u 16. veku, falja je predstavljala vatru koja je bila upaljena tokom okupljanja ili proslave, a posle je počela da se odnosi na vatru u kojoj su spaljivani otpaci. U 18.veku je dobila značanje logorske vatre tokom spaljivanja lutki korišćenih za izvedbu satiričnih komedija, a naziv falja se koristio i za samu lutku.

## Istorija
Poreklo festivala Faljes vezuje se za staru tradiciju gradskih stolara. Oni su uoči praznika posvećenog svom zaštitniku, Svetom Josifu, spaljivali ispred svojih radionica, na ulicama i gradskim trgovima, stare i neupotrebljive stvari zajedno sa drvenim napravama koje su koristili za podizanje fenjera koji su ih osvetljavali dok su radili tokom zime. Iz tog razloga se dan poznat pod nazivom Cremà (trenutak kada se spaljuju faljerske figure) uvek podudara sa 19. martom, danom Svetog Josifa.
U 18. veku, Faljes su se svodile na lomače zapaljivih materijala koje su dobile isti naziv i paljene su u sumrak uoči Svetog Josipa. Faljes su vremenom dobile kritički i ironični smisao, uočljiv u scenama sa faljerskim figurama koje prikazuju na humorističan način društvene činjenice koje zaslužuju kritiku.
Oko 1870. godine, popularne svečanosti kao što su Karneval i Faljes su bile oštro osuđivane. Taj pritisak je doveo do toga da je 1885. godine nastao pokret u odbranu tipičnih tradicija i počele su da se dodeljuju nagrade za najbolje faljerske spomenike. To je izazvalo konkurenciju među susedima i dovela do rođenja umetničke falje. Društvena kritika nije izostajala, ali je estetski aspekt imao veći značaj. 
Godine 1901. Gradsko veće Valensije dodelilo je prve nagrade najboljim faljama. To je bio početak saradnje između naroda i vlasti u razvijanju i unapređivanju ove proslave.

## Sadržaj festivala

### Mascletà
Period koji prethodi početku proslave festivala Faljes obeležen je činom Mascletà. Ovaj čin se izvodi svaki dan u 14:00, od 1. do 19. marta, odnosno do samog kraja festivala vatre. Ime mascletà potiče od tipa petarde koje se u naznačenom periodu pucaju na Gradskom trgu u Valensiji.

### Plantà
Čin podizanja skulptura, odnosno falja, 14. i 15. marta poznat je pod nazivom Plantà. Ninot je lutka tj. figura, koja predstavlja deo jedne falje.

### CastillosiNit del Foc
Tokom svečanosti, od 15. do 19. marta, Gradsko veće svake noći organizuje vatromet (Castillos), koji se, u zavisnosti od dana, odvija između 00:00 i 1:30 u oblasti Alameda pored starog korita reke Turija.
Najznačajniji i najspektakularniji Castillo je onaj poznat pod nazivom La Nit del Foc (Noć vatre) koji se aktivira u noći između 18. i 19. marta i traje više od 20 minuta.

### Ofrena
Ofrena (Darivanje) je proces kada svi učesnici festivala, 17. i 18. marta dolaze iz svojih četvrti do Trga Bogorodice, kako bi darivali cveće postavljenoj figuri. Čin traje od 16:00 do kasno u noć, a sa buketima se formira impresivna tapiserija visine 15 metara koja krasi plašt Bogorodice.

### Cremà
Cremà je čin kojim se završava Festival vatre u Valensiji. Sastoji se od spaljivanja faljerskih spomenika postavljenih po ulicama grada. Cremà se odvija 19. marta.

## Zanimljivosti
Bunyols de carabassa je tipičan dezert ovog festivala. Radi se o tradicionalnom pecivu čiji je glavni sastojak bundeva. Obično se prave nekoliko dana pre samog početka festivala.
Godine 1954. Salvador Dali je elaborirao falju pod nazivom Nadrealna korida. Dizajn na papiru prenesen je u stvarnost od strane vajara Oktavija Visenta.

## Galerija slika
- Mascletà na Gradskom trgu
- Noć vatre
- Trg Bogorodice Marije
- Montiranje falje

## Spoljašnje veze
- Zvanični sajt Falles